# فاكس ريفر غروف (إلينوي)
فاكس ريفر غروف (بالإنجليزية: Fox River Grove)‏ هي منطقة سكنية تقع في الولايات المتحدة في إلينوي. يقدر عدد سكانها بـ 4,854 نسمة .

## الموقع الجغرافي
الموقع الجغرافي للمناطق المحيطة بهذه النقطة هو كالتالي: